# ゲームスター
『ゲームスター』（GameStar）は、ドイツで毎月発行されるパソコンゲーム雑誌。『ゲームスター』は、パソコンゲームに焦点を当てたドイツ語のベストセラー雑誌であり、ドイツ語圏で最大のコンピュータゲーム関連ポータルサイトも運営している。
「GameStar.de」は、ドイツ語圏で最大のコンピュータゲームポータルサイトであり、ドイツ語圏のインターネット全体でも最大のポータルサイトの一つである。この雑誌にはDVDも付いており、デモ版、MOD、ビデオレビュー、コンピュータゲーム製品などが収録されている。